# غافريلوفكا (نيزنيج نوفغورود)
غافريلوفكا (بالروسية: Гавриловка) هي مدينة في مقاطعة نيجني نوفغورود أوبلاست في روسيا.